# Porto Acre
Porto Acre, amtlich Município de Porto Acre, ist eine Kleinstadt im brasilianischen Bundesstaat Acre. Sie liegt am linken Ufer des Rio Acre im Nordosten des Bundesstaates ca. 58 km nördlich der Hauptstadt Rio Branco.
Die Gemeinde hat nach der Volkszählung 2022 16.693 Einwohner, die Portoacrenser genannt werden. Sie steht nach Bevölkerungszahl an 12. Stelle in Acre. Die Einwohnerzahl wurde nach der Schätzung des IBGE von 2024 auf 17.455 Bewohner anwachsend berechnet. Die Fläche beträgt 2.604,885 km²; die Bevölkerungsdichte liegt bei 6,4 Personen pro km². Im Norden bildet sie eine gerade Grenze zu dem Bundesstaat Amazonas.

## Geschichte
Porto Acre wurde 1899 von der bolivianischen Regierung als Puerto Alonso gegründet (nach dem damaligen bolivianischen Präsidenten Severo Fernandez Alonso Caballero), als das Gebiet Acre Teil Boliviens war, jedoch von brasilianischen Kautschuksammlern bewohnt war. Die Stadtgründung sollte den bolivianischen Gebietsanspruch unterstützen, was jedoch misslang. Im Acre-Krieg kam es zu Gefechten rund um die Stadt. Zwischen 1899 und 1903 war sie als Cidade do Acre die Hauptstadt der erklärten Republik Acre. Ab 1903 wurde das Gebiet endgültig von Brasilien beherrscht und die Stadt in Porto Acre umbenannt. Aus der Zeit des Kautschukbooms sind bis heute einige Gebäude erhalten.

## Stadtverwaltung
Stadtpräfekt (Exekutive) ist nach der Kommunalwahl 2016 für die Amtszeit 2017 bis 2020 Bené Nascimento von dem Partido Republicano da Ordem Social (PROS), der seinen Amtsvorgänger Carlinhos da Saúde von dem  Partido da Social Democracia Brasileira (PSDB) ablöste. Die Legislative liegt bei der Câmara Municipal (Munizipkammer), der Stadtverordnetenkammer. Der Ort ist gleichzeitig Sitz des gleichnamigen Distrikts Distrito de Porto Acre.

## Wirtschaft
Porto Acre hat neben der Funktion als kleiner Binnenflusshafen heute eine landwirtschaftliche Bedeutung. Der Ort und der zugehörige Distrikt ist überwiegend noch ein ländliches und bewaldetes Gebiet und ein regionales Zentrum der Schweinezucht.
Mit den Gemeinden Acrelândia, Bujari, Capixaba, Plácido de Castro, Rio Branco und Senador Guiomard bildete sie von 1989 bis 2017 die geostatistische Mikroregion Rio Branco des IBGE, diese wiederum bildete mit den Mikroregionen Brasileia und Sena Madureira die Mesoregion Vale do Acre, eine der beiden Mesoregionen in Acre.

## Verkehr
Von Südwesten von Rio Branco herkommend führt die 55 km lange Staatsstraße AC-010 bis Porto Acre. Der internationale Hauptstadt-Flughafen Rio Branco liegt rund 70 km entfernt.
Ein wichtiger Transportweg bildet der Rio Acre, der in der Regenzeit von Januar bis Mai auch noch weiter aufwärts bis in den Bundesstaat Amazonas führt. Nach Süden und Westen berührt er die Städte Rio Branco, Xapuri, Epitaciolândia, Cobija in Bolivien, Assis Brasil und Iñapari in Peru.